# Alberto Lara (político)
Alberto Federico Lara Zevallos (Portoviejo, 4 de marzo de 1924 - Guayaquil, 21 de julio de 2006) fue un odontólogo, docente y político ecuatoriano.

## Trayectoria
Realizó sus estudios superiores en la Universidad de Guayaquil, donde obtuvo el título de odontólogo. Entre los cargos públicos que ocupó se cuentan jefe del Cuerpo de Bomberos de Manabí, gerente del ex Centro de Rehabilitación de Manabí, consejero provincial, diputado, dos veces jefe político de Portoviejo y gobernador de la provincia de Manabí (de 1997 a 1998).
En las elecciones seccionales de 2000 fue elegido alcalde de Portoviejo por el partido Frente Radical Alfarista. Su alcaldía estuvo centrada en el dotamiento de agua potable, alcantarillado y en el ordenamiento urbano de la ciudad, aunque no logró completar el plan trazado al inicio de su administración.

## Fallecimiento
Falleció el 21 de julio de 2006 en Guayaquil a causa de una afección cardíaca.